# Festival di Sanremo 1968
Il diciottesimo Festival di Sanremo si svolse al Salone delle feste del Casinò di Sanremo dal 31 gennaio al 2 febbraio 1968 con la conduzione di Pippo Baudo (per la prima delle sue 13 conduzioni della manifestazione) affiancato da Luisa Rivelli.
A vincere fu l'accoppiata Sergio Endrigo - Roberto Carlos con Canzone per te; per motivi mai chiariti, il testo delle due versioni della canzone vincitrice non coincide e anzi presenta, a tratti, delle differenze anche notevoli persino nel ritornello. Don Backy (accreditato come Aldo Caponi, il suo nome anagrafico) si aggiudicò il secondo e il terzo posto come autore, rispettivamente per Casa bianca (interpretata da Marisa Sannia e Ornella Vanoni) e Canzone (cantata da Adriano Celentano e Milva).
Proprio questi due brani furono la causa del clamoroso litigio, mai più ricomposto, tra Don Backy e Celentano. I due artisti avevano già avuto degli screzi per motivi legati ai diritti d'autore di Casa bianca: Celentano chiese e ottenne da Gianni Ravera non solo di presentare lui Canzone, che Don Backy voleva per sé, ma che addirittura l'ex amico fosse escluso del tutto dalla manifestazione.
Tra le presenze internazionali di rilievo, gli statunitensi Wilson Pickett e Dionne Warwick, la gallese Shirley Bassey, e soprattutto il trombettista Louis Armstrong, che scambiò il palco per una jam-session e non si accorse della durata limitata dei brani per esigenze televisive. A trarre in inganno il celebre Satchmo fu, secondo alcuni, l'ingente cachet percepito, che lo convinse di dover tenere un miniconcerto di tre quarti d'ora. Baudo, seppur malvolentieri, fu costretto a intervenire per interrompere l'esibizione di Armstrong e far rispettare il regolamento. Lo stesso Armstrong ebbe a dichiarare che per suonare una sola canzone era stato "pagato troppo".
Tra gli esordienti italiani Nino Ferrer, Al Bano, Fausto Leali, Massimo Ranieri e Dino; a riassumere i brani fu chiamato l'altro jazzista Lionel Hampton. Per il secondo anno consecutivo vi fu la partecipazione al festival in veste d'autore di Lucio Battisti, con il brano La farfalla impazzita, che venne presentato da Johnny Dorelli e Paul Anka.

## Partecipanti

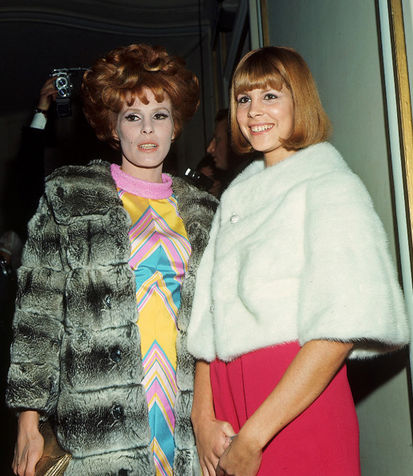
Ornella Vanoni e Marisa Sannia al Festival

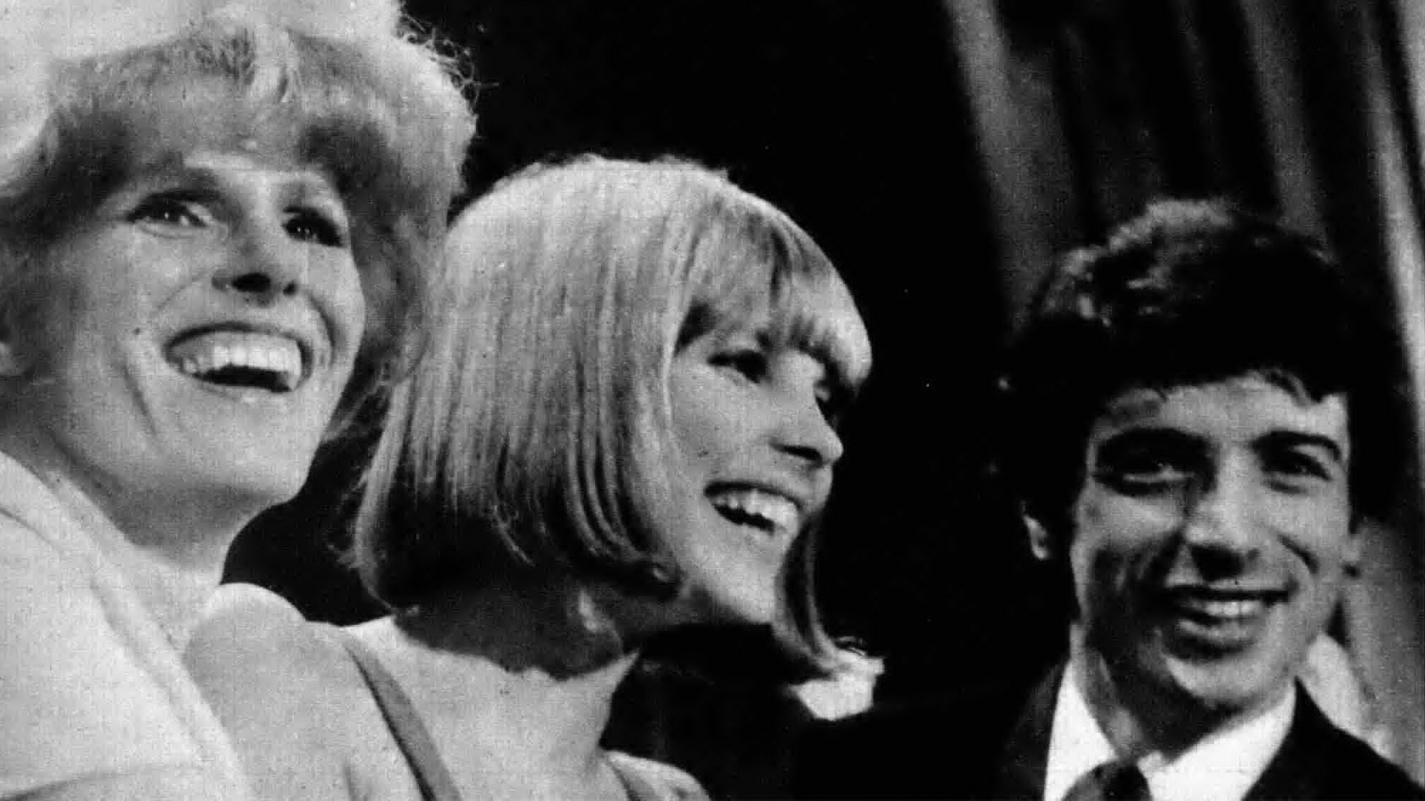
Ornella Vanoni, Marisa Sannia e Don Backy durante il Festival

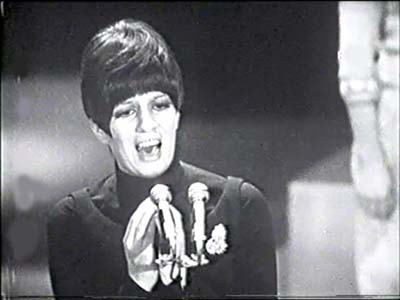
La cantante Iva Zanicchi durante il Festival

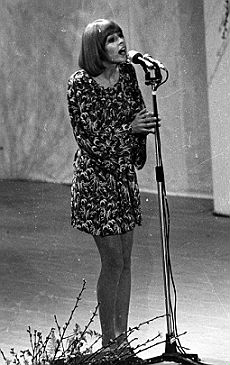
Marisa Sannia al festival mentre canta

| Interprete         | Ultime partecipazioni al Festival   |
| ------------------ | ----------------------------------- |
| Adriano Celentano  | 1966                                |
| Al Bano            | Esordiente                          |
| Anna Identici      | 1966                                |
| Annarita Spinaci   | 1967                                |
| Antoine            | 1967                                |
| Bobbie Gentry      | Esordiente                          |
| Dino               | Esordiente                          |
| Dionne Warwick     | 1967                                |
| Domenico Modugno   | 1967                                |
| Eartha Kitt        | Esordiente                          |
| Elio Gandolfi      | Esordiente                          |
| Fausto Leali       | Esordiente                          |
| Gianni Pettenati   | 1967                                |
| Gigliola Cinquetti | 1966                                |
| Giuliana Valci     | Esordiente                          |
| Giusy Romeo        | Esordiente                          |
| I Giganti          | 1967                                |
| Iva Zanicchi       | 1967                                |
| Johnny Dorelli     | 1967                                |
| Lara Saint Paul    | 1962 (con il nome di Tanya)         |
| Little Tony        | 1967                                |
| Louis Armstrong    | Esordiente                          |
| Mario Guarnera     | 1967                                |
| Marisa Sannia      | Esordiente                          |
| Massimo Ranieri    | Esordiente                          |
| Milva              | 1967                                |
| Nino Ferrer        | Esordiente                          |
| Orietta Berti      | 1967                                |
| Ornella Vanoni     | 1967                                |
| Paul Anka          | 1964                                |
| Peppino Gagliardi  | 1966                                |
| Piergiorgio Farina | Esordiente                          |
| Pilade             | 1966 (con membro del Trio del Clan) |
| Pino Donaggio      | 1967                                |
| Roberto Carlos     | Esordiente                          |
| Sacha Distel       | Esordiente                          |
| Sergio Endrigo     | 1967                                |
| Shirley Bassey     | Esordiente                          |
| The Cowsills       | Esordienti                          |
| The Rokes          | 1967                                |
| The Sandpipers     | Esordienti                          |
| Timi Yuro          | 1965                                |
| Tony Del Monaco    | 1967                                |
| Tony Renis         | 1964                                |
| Udo Jürgens        | 1965                                |
| Wilma Goich        | 1967                                |
| Wilson Pickett     | Esordiente                          |
| Yōko Kishi         | Esordiente                          |

## Classifica, canzoni e cantanti
| Posizione | Interprete                          | Canzone                       | Autori                                              | Voti ricevuti |
| --------- | ----------------------------------- | ----------------------------- | --------------------------------------------------- | ------------- |
| 1º        | Sergio Endrigo - Roberto Carlos     | Canzone per te                | S. Endrigo, S. Bardotti                             | 306           |
| 2º        | Ornella Vanoni - Marisa Sannia      | Casa bianca                   | A. Caponi, E. La Valle                              | 255           |
| 3º        | Adriano Celentano - Milva           | Canzone                       | A. Caponi, D. Mariano                               | 251           |
| 4º        | Fausto Leali - Wilson Pickett       | Deborah                       | V. Pallavicini, G. Conte e P. Massara               | 224           |
| 5º        | Antoine - Gianni Pettenati          | La tramontana                 | D. Pace e M. Panzeri                                | 172           |
| 6º        | Anna Identici - The Sandpipers      | Quando m'innamoro             | M. Panzeri, D. Pace e R. Livraghi                   | 126           |
| 7º        | Massimo Ranieri - I Giganti         | Da bambino                    | R. Pradella e R. Angiolini                          | 123           |
| 8º        | Gigliola Cinquetti - Giuliana Valci | Sera                          | R. Vecchioni e A. Lo Vecchio                        | 97            |
| 9º        | Al Bano - Bobbie Gentry             | La siepe                      | V. Pallavicini e P. Massara                         | 92            |
| 10º       | Little Tony - Mario Guarnera        | Un uomo piange solo per amore | Petaluma, M. Vicari e M. Marrocchi                  | 82            |
| 11º       | Wilma Goich - Dino                  | Gli occhi miei                | Mogol e C. Donida                                   | 71            |
| 12º       | Annarita Spinaci - Yoko Kishi       | Stanotte sentirai una canzone | T. Queirolo e F. Bracardi                           | 53            |
| 13º       | Louis Armstrong - Lara Saint Paul   | Mi va di cantare              | V. Buonassisi, G. Bertero, M. Marini e A. Valleroni | 49            |
| 14º       | Tony Del Monaco - Dionne Warwick    | La voce del silenzio          | P. Limiti, Mogol e E. Isola                         | 28            |
| NF        | Peppino Gagliardi - Eartha Kitt     | Che vale per me               | M. Terzi e C. A. Rossi                              |               |
| NF        | Tony Renis - Domenico Modugno       | Il posto mio                  | A. Testa e T. Renis                                 |               |
| NF        | Nino Ferrer - Pilade                | Il re d'Inghilterra           | N. Ferrer                                           |               |
| NF        | Johnny Dorelli - Paul Anka          | La farfalla impazzita         | Mogol e L. Battisti                                 |               |
| NF        | Elio Gandolfi - Shirley Bassey      | La vita                       | A. Amurri e B. Canfora                              |               |
| NF        | The Rokes - The Cowsills            | Le opere di Bartolomeo        | S. Bardotti e R. Cini                               |               |
| NF        | Pino Donaggio - Timi Yuro           | Le solite cose                | V. Pallavicini e P. Donaggio                        |               |
| NF        | Giusy Romeo - Sacha Distel          | No amore                      | V. Pallavicini, P. Conte, M. Deponti e E. Intra     |               |
| NF        | Iva Zanicchi - Udo Jürgens          | Per vivere                    | Nisa e U. Bindi                                     |               |
| NF        | Orietta Berti - Piergiorgio Farina  | Tu che non sorridi mai        | M. Terzi e S. Sili                                  |               |

## Selezioni
La scelta delle canzoni in gara fu effettuata da una commissione presieduta dal maestro Carlo Savina e composta da Salvatore Galeazzo Biamonte, Ivano Davoli, Rodolfo D'Intino, Enrico Gramigna (direttore di Giovani) e Renzo Arbore.
Clamorosa l'eliminazione della canzone Meraviglioso di Domenico Modugno che venne scartata dalla commissione esaminatrice del Festival. Modugno partecipò quindi cantando una canzone non sua, Il posto mio abbinato con Tony Renis.
Così Modugno raccontò anni dopo l'episodio:
Uno dei motivi dell'esclusione del brano è dovuto al fatto che il racconto di un tentativo di suicidio, proprio l'anno successivo alla tragica scomparsa di Luigi Tenco, venne giudicato inopportuno dalla commissione.
Tra gli altri cantanti scartati dalla commissione vi fu Nicola Di Bari.

## Serate

### Prima serata
Si esibiscono 12 canzoni a doppia interpretazione. Le 7 più votate passano alla serata finale.
     Accedono alla finale
| Ordine di uscita | Artista            | Brano                         |   |                |                               |
| ---------------- | ------------------ | ----------------------------- | - | -------------- | ----------------------------- |
| Ordine di uscita | Artista            | Brano                         | 1 | Mario Guarnera | Un uomo piange solo per amore |
| 4                | Little Tony        |                               |   |                | Un uomo piange solo per amore |
| 2                | The Rokes          | Le opere di Bartolomeo        |   |                |                               |
| 5                | The Cowsills       | Le opere di Bartolomeo        |   |                |                               |
| 3                | Pino Donaggio      | Le solite cose                |   |                |                               |
| 6                | Timi Yuro          | Le solite cose                |   |                |                               |
| 7                | Giusy Romeo        | No amore                      |   |                |                               |
| 10               | Sacha Distel       | No amore                      |   |                |                               |
| 8                | Peppino Gagliardi  | Che vale per me               |   |                |                               |
| 11               | Eartha Kitt        | Che vale per me               |   |                |                               |
| 9                | Gigliola Cinquetti | Sera                          |   |                |                               |
| 12               | Giuliana Valci     | Sera                          |   |                |                               |
| 13               | Wilma Goich        | Gli occhi miei                |   |                |                               |
| 16               | Dino               | Gli occhi miei                |   |                |                               |
| 14               | Fausto Leali       | Deborah                       |   |                |                               |
| 17               | Wilson Pickett     | Deborah                       |   |                |                               |
| 15               | Annarita Spinaci   | Stanotte sentirai una canzone |   |                |                               |
| 18               | Yoko Kishi         | Stanotte sentirai una canzone |   |                |                               |
| 19               | Marisa Sannia      | Casa bianca                   |   |                |                               |
| 22               | Ornella Vanoni     | Casa bianca                   |   |                |                               |
| 20               | Tony Del Monaco    | La voce del silenzio          |   |                |                               |
| 23               | Dionne Warwick     | La voce del silenzio          |   |                |                               |
| 21               | Nino Ferrar        | Il re d'Inghilterra           |   |                |                               |
| 24               | Pilade             | Il re d'Inghilterra           |   |                |                               |

### Seconda serata
Si esibiscono le restanti 12 canzoni a doppia interpretazione. Le 7 più votate passano alla serata finale.
     Accedono alla finale
| Ordine di uscita | Artista            | Brano                  |   |                |                |
| ---------------- | ------------------ | ---------------------- | - | -------------- | -------------- |
| Ordine di uscita | Artista            | Brano                  | 1 | Sergio Endrigo | Canzone per te |
| 4                | Roberto Carlos     |                        |   |                | Canzone per te |
| 2                | Milva              | Canzone                |   |                |                |
| 5                | Adriano Celentano  | Canzone                |   |                |                |
| 3                | Al Bank            | La siepe               |   |                |                |
| 6                | Bobby Gentry       | La siepe               |   |                |                |
| 7                | Tony Renis         | Il posto mio           |   |                |                |
| 10               | Domenico Modugno   | Il posto mio           |   |                |                |
| 8                | Elio Gandolfi      | La vita                |   |                |                |
| 11               | Shirley Bassey     | La vita                |   |                |                |
| 9                | Iva Zanicchi       | Per vivere             |   |                |                |
| 12               | Udo Jürgens        | Per vivere             |   |                |                |
| 13               | Johnny Dorelli     | La farfalla impazzita  |   |                |                |
| 16               | Paul Anka          | La farfalla impazzita  |   |                |                |
| 14               | Orietta Berti      | Tu che non sorridi mai |   |                |                |
| 17               | Piergiorgio Farina | Tu che non sorridi mai |   |                |                |
| 15               | Gianni Pettenati   | La tramontana          |   |                |                |
| 18               | Antoine            | La tramontana          |   |                |                |
| 19               | Anna Identici      | Quando m'innamoro      |   |                |                |
| 22               | The Sandpipers     | Quando m'innamoro      |   |                |                |
| 20               | Massimo Ranieri    | Da bambino             |   |                |                |
| 23               | I Giganti          | Da bambino             |   |                |                |
| 21               | Lara Saint Paul    | Mi va di cantare       |   |                |                |
| 24               | Louis Armstrong    | Mi va di cantare       |   |                |                |

### Terza serata - Finale
Si esibiscono tutte le 14 canzoni passate in finale, tutte a doppia interpretazione. Viene decretata la classifica ed il vincitore.
- Vincitore
- Secondo classificato
- Terzo classificato
- Quarto classificato
- Quinto classificato

| Ordine di uscita | Artista            | Brano                         | Voti terza serata | Posizione |
| Ordine di uscita | Artista            | Brano                         | Giornali          | Posizione |
| ---------------- | ------------------ | ----------------------------- | ----------------- | --------- |
| 1                | Gianni Pettenati   | La tramontana                 | 172               | 5º posto  |
| 15               | Antoine            | La tramontana                 | 172               | 5º posto  |
| 2                | Sergio Endrigo     | Canzone per te                | 306               | 1º posto  |
| 16               | Roberto Carlos     | Canzone per te                | 306               | 1º posto  |
| 3                | Al Bano            | La siepe                      | 92                | 9º posto  |
| 17               | Bobby Gentry       | La siepe                      | 92                | 9º posto  |
| 4                | Lara Saint Paul    | Mi va di cantare              | 49                | 13º posto |
| 18               | Louis Armstrong    | Mi va di cantare              | 49                | 13º posto |
| 5                | Wilma Goich        | Gli occhi miei                | 71                | 11º posto |
| 19               | Dino               | Gli occhi miei                | 71                | 11º posto |
| 6                | Ornella Vanoni     | Casa bianca                   | 255               | 2º posto  |
| 20               | Marisa Sannia      | Casa bianca                   | 255               | 2º posto  |
| 7                | Gigliola Cinquetti | Sera                          | 97                | 8º posto  |
| 21               | Giuliana Valci     | Sera                          | 97                | 8º posto  |
| 8                | Annarita Spinaci   | Stanotte sentirai una canzone | 53                | 12º posto |
| 22               | Yoko Kishi         | Stanotte sentirai una canzone | 53                | 12º posto |
| 9                | Massimo Ranieri    | Da bambino                    | 123               | 7º posto  |
| 23               | I Giganti          | Da bambino                    | 123               | 7º posto  |
| 10               | Little Tony        | Un uomo piange solo per amore | 82                | 10º posto |
| 24               | Mario Guarnera     | Un uomo piange solo per amore | 82                | 10º posto |
| 11               | Anna Identici      | Quando m'innamoro             | 126               | 6º posto  |
| 25               | The Sandpipers     | Quando m'innamoro             | 126               | 6º posto  |
| 12               | Tony Del Monaco    | La voce del silenzio          | 28                | 14º posto |
| 26               | Dionne Warwick     | La voce del silenzio          | 28                | 14º posto |
| 13               | Fausto Leali       | Deborah                       | 224               | 4º posto  |
| 27               | Wilson Pickett     | Deborah                       | 224               | 4º posto  |
| 14               | Adriano Celentano  | Canzone                       | 251               | 3º posto  |
| 28               | Milva              | Canzone                       | 251               | 3º posto  |

## Votazioni
SERATA FINALE (3 febbraio)
| Giornale | Giornale                    | Città    | Brani         | Brani          | Brani    | Brani            | Brani          | Brani       | Brani | Brani                         | Brani      | Brani                         | Brani             | Brani                | Brani   | Brani   |
| Giornale | Giornale                    | Città    | La tramontana | Canzone per te | La siepe | Mi va di cantare | Gli occhi miei | Casa bianca | Sera  | Stanotte sentirai una canzone | Da bambino | Un uomo piange solo per amore | Quando m'innamoro | La voce del silenzio | Deborah | Canzone |
| -------- | --------------------------- | -------- | ------------- | -------------- | -------- | ---------------- | -------------- | ----------- | ----- | ----------------------------- | ---------- | ----------------------------- | ----------------- | -------------------- | ------- | ------- |
| 1        | L'Adige                     | Trento   | 10            | 11             | 2        | 0                | 2              | 11          | 1     | 0                             | 3          | 6                             | 1                 | 1                    | 11      | 15      |
| 2        | Il Piccolo                  | Trieste  | 6             | 13             | 4        | 5                | 4              | 12          | 5     | 1                             | 2          | 2                             | 5                 | 1                    | 6       | 9       |
| 3        | Il Gazzettino               | Venezia  | 6             | 18             | 6        | 1                | 2              | 13          | 3     | 0                             | 2          | 2                             | 5                 | 2                    | 11      | 4       |
| 4        | Il Giornale di Vicenza      | Vicenza  | 7             | 12             | 2        | 3                | 2              | 9           | 5     | 2                             | 4          | 2                             | 4                 | 1                    | 12      | 10      |
| 5        | Il Giorno                   | Milano   | 2             | 13             | 2        | 4                | 1              | 12          | 5     | 2                             | 6          | 0                             | 6                 | 1                    | 12      | 9       |
| 6        | La Notte                    | Milano   | 8             | 8              | 4        | 5                | 2              | 11          | 2     | 0                             | 5          | 4                             | 2                 | 0                    | 9       | 12      |
| 7        | Corriere d'Informazione     | Milano   | 7             | 9              | 3        | 0                | 5              | 7           | 6     | 1                             | 4          | 8                             | 11                | 0                    | 7       | 7       |
| 8        | Stampa Sera                 | Torino   | 9             | 12             | 1        | 1                | 2              | 14          | 2     | 0                             | 6          | 2                             | 7                 | 0                    | 7       | 9       |
| 9        | Gazzetta del Popolo         | Torino   | 3             | 11             | 5        | 3                | 2              | 10          | 3     | 0                             | 6          | 2                             | 6                 | 1                    | 15      | 13      |
| 10       | Il Secolo XIX               | Genova   | 2             | 19             | 1        | 2                | 1              | 9           | 4     | 1                             | 5          | 0                             | 2                 | 1                    | 15      | 13      |
| 11       | Il Telegrafo                | Livorno  | 11            | 6              | 1        | 0                | 1              | 13          | 3     | 0                             | 3          | 4                             | 6                 | 1                    | 10      | 16      |
| 12       | Il Resto del Carlino        | Bologna  | 10            | 8              | 8        | 2                | 2              | 7           | 5     | 5                             | 3          | 2                             | 5                 | 1                    | 8       | 9       |
| 13       | La Nazione                  | Firenze  | 10            | 10             | 5        | 0                | 4              | 7           | 5     | 2                             | 5          | 3                             | 7                 | 0                    | 7       | 10      |
| 14       | La Voce Adriatica           | Ancona   | 3             | 11             | 0        | 1                | 3              | 8           | 4     | 18                            | 3          | 1                             | 3                 | 1                    | 9       | 10      |
| 15       | Il Giornale d'Italia        | Roma     | 4             | 13             | 1        | 3                | 1              | 14          | 3     | 2                             | 2          | 2                             | 3                 | 5                    | 9       | 10      |
| 16       | Il Messaggero               | Roma     | 4             | 13             | 3        | 1                | 4              | 12          | 7     | 3                             | 1          | 6                             | 2                 | 0                    | 7       | 12      |
| 17       | Paese Sera                  | Roma     | 8             | 4              | 5        | 2                | 3              | 10          | 4     | 1                             | 9          | 2                             | 1                 | 2                    | 17      | 7       |
| 18       | Il Tempo                    | Roma     | 11            | 8              | 5        | 4                | 3              | 10          | 5     | 0                             | 4          | 1                             | 3                 | 1                    | 10      | 10      |
| 19       | Momento-sera                | Roma     | 6             | 12             | 7        | 0                | 5              | 7           | 5     | 1                             | 5          | 3                             | 5                 | 2                    | 5       | 9       |
| 20       | Roma                        | Napoli   | 9             | 14             | 1        | 7                | 4              | 5           | 1     | 6                             | 11         | 3                             | 9                 | 0                    | 0       | 5       |
| 21       | Il Mattino                  | Napoli   | 8             | 14             | 1        | 1                | 3              | 5           | 1     | 3                             | 6          | 4                             | 3                 | 2                    | 9       | 6       |
| 22       | L'Unione Sarda              | Cagliari | 2             | 13             | 3        | 1                | 2              | 20          | 5     | 0                             | 6          | 4                             | 5                 | 0                    | 2       | 12      |
| 23       | La Gazzetta del Mezzogiorno | Bari     | 7             | 10             | 10       | 1                | 3              | 9           | 2     | 2                             | 5          | 8                             | 4                 | 0                    | 8       | 6       |
| 24       | Gazzetta del Sud            | Messina  | 7             | 16             | 4        | 1                | 1              | 2           | 6     | 0                             | 5          | 3                             | 6                 | 4                    | 8       | 12      |
| 25       | Giornale di Sicilia         | Palermo  | 9             | 13             | 2        | 1                | 5              | 11          | 2     | 1                             | 4          | 8                             | 10                | 0                    | 4       | 5       |
| 26       | La Sicilia                  | Catania  | 3             | 15             | 6        | 0                | 4              | 7           | 3     | 2                             | 8          | 0                             | 5                 | 1                    | 6       | 11      |
| Totale   | Totale                      | Totale   | 172           | 306            | 92       | 49               | 71             | 255         | 97    | 53                            | 123        | 82                            | 126               | 28                   | 224     | 251     |

## Orchestra
Orchestra diretta dai maestri: Renato Angiolini, Giampiero Boneschi, Willy Brezza, Franco Cassano, Giancarlo Chiaramello, Ruggero Cini, Pino De Luca, Tullio Gallo, Angelo Giacomazzi, Gianluigi Guarnieri, Enrico Intra, Gianfranco Intra, Guido Lamorgese, Detto Mariano, Giordano Bruno Martelli, Gianfranco Monaldi, Iller Pattacini, Franco Pisano, Angel Pocho Gatti, Gian Franco Reverberi, Massimo Salerno, Sauro Sili, Piero Soffici, Gianfranco Taldini. Henghel Gualdi e la sua Jazz-Band accompagnano Louis Armstrong. Ripete i motivi con il vibrafono il jazzista Lionel Hampton.

## Organizzazione e direzione artistica
Gianni Ravera

## Controversia
Adriano Celentano, arrivato terzo, lascia la sala al momento della premiazione, in polemica con la giuria. Dichiarerà in seguito: «Non era giusto che vincesse Endrigo. C'erano canzoni più belle della mia ma anche tante migliori della sua».